# 965
| 965                |
| ------------------ |
| Dødsfald - Fødsler |
|                    |

| Gregoriansk kalender | 965 CMLXV               |
| Ab urbe condita      | 1718                    |
| Armensk kalender     | 414 ԹՎ ՆԺԴ              |
| Kinesiske kalender   | 3661 – 3662 甲子 – 乙丑 |
| Etiopisk kalender    | 957 – 958               |
| Jødisk kalender      | 4725 – 4726             |
| Hindukalendere       |                         |
| - Vikram Samvat      | 1020 – 1021             |
| - Shaka Samvat       | 887 – 888               |
| - Kali Yuga          | 4066 – 4067             |
| Iransk kalender      | 343 – 344               |
| Islamisk kalender    | 354 – 355               |

Se også 965 (tal)

## Begivenheder
- Kejser Otto I fritager den danske kirke i Slesvig / Hedeby, Ribe og Århus for skat og arbejde.